# 亀は意外と速く泳ぐ
『亀は意外と速く泳ぐ』（かめはいがいとはやくおよぐ）は、三木聡監督、上野樹里主演の2005年公開のコメディー映画。三木聡によるユーモアあふれる（不条理な）世界観が、一部に熱狂的に支持されている。DVDのパッケージや封入の解説書などには「脱力系映画」と記載されているが、文字どおり「ユルいコメディー作品」である。

## ストーリー
主人公片倉スズメ（上野樹里）は、平凡な主婦である。
海外へ単身赴任中の夫からの電話は「ペットの亀に餌をやったか？」という話題ばかりで、ちょっと退屈。久しぶりに再会した幼なじみの扇谷クジャク（蒼井優）との待ち合わせにも、2時間も待たされる始末。クジャクはスズメと同じ日、同じ病院で生まれているが、スズメは地味で、クジャクは派手という、名は体を表す二人。「北風の音がする扇風機」を発明したりするが、それもなんだか。そんな〈平凡な生活〉に飽き飽きしていたある日、スズメは商店街の外れにある石階段（通称「100段階段」）の手すり下部分に貼られた「スパイ募集」という5ミリ四方ほどのマイクロ広告ポスターを発見する。
興味をそそられてその事務所を訪れると、そこに居たクギタニシズオ（岩松了）・エツコ（ふせえり）夫妻に〈ある国のスパイ〉であることを告げられ、「（スズメのような）平凡な小市民こそスパイ向き、ぜひスパイになってほしい」と説得され、活動費として大金を渡される。また、ホームレスの婆さんやラーメン屋の主人など、身近な人々も実はクギタニ夫妻と同様の潜伏スパイだったという事実を知らされ驚きまくるスズメだったが、クギタニ夫妻によるスパイ特訓はスズメの生活に張り合いを与えてくれるようになった。
しかし、〈平凡でいなければならない〉はずのスズメの生活に変化があらわれる。遊びに行った海岸で死体を発見したり、クジャクが行方不明になったり、川で溺れかけていた少年を助けてワイドショーの話題になったりして、次第に世間の注目を浴びるようになる。やがてスズメは公安当局にもマークされ始めてしまう。
そんな折、実はプロの殺し屋で凄腕スナイパーの豆腐屋の主人から銃の撃ち方を教わるべく、スズメはクギタニ夫妻と共に訓練キャンプに参加することになった。が、それは実に普通のバーベキューパーティで始まる平和なキャンプで、スズメの想像とは違ったものだった。そしてついに、アルバイトの主婦スパイであるスズメにも秘密の指令が下される。

## スタッフ
- 監督・脚本：三木聡
- 共同脚本：本田久就
- 音楽：坂口修
  - 編曲：木村ベンジャミン雅彦、しんどうこうすけ
- 撮影：小林元
- 美術：常盤俊春
- 照明：堀直之
- 録音：高橋義照
- 劇用亀造型：奥山哲志
- アクション指導：村上潤
- 特殊造型：岡野正広
- ロケーション協力：三浦市役所、みうら映画舎、横須賀ロケサービス、松沢呉一、大塚恭司、飯島幸子、小松純也　ほか
- パラパラマンガ原画作成：小田扉
- プロデューサー：佐々木亜希子
- ラインプロデューサー：坂口慎一郎
- アシスタントプロデューサー：平耕一
- 協力：ジェネオンエンタテインメント
- 製作・配給：ウィルコ

## エンディングテーマ
- レミオロメン「南風」（スピードスターレコード）

## キャスト
- 上野樹里 - 片倉スズメ
- 蒼井優 - 扇谷クジャク
- 岩松了 - クギタニシズオ
- ふせえり - クギタニエツコ
- 要潤 - 加東先輩
- 松重豊 - ラーメン屋のオヤジ
- 村松利史 - 豆腐屋のオヤジ
- 森下能幸 - 最中屋のおじさん
- 緋田康人 - 水道屋
- 温水洋一 - パーマ屋のおじさん
- 松岡俊介 - 韮山
- 水橋研二 - 白バイ警官
- 岡本信人 - スズメの父親
- 嶋田久作 - 福島
- 伊武雅刀 - 中西
- 柿嶋孝雄 - 加東先輩の息子